# Устечківська ділянка
Усте́чківська діля́нка — ботанічна пам'ятка природи місцевого значення в Україні. Розташована на території Чортківського району Тернопільської області, між селами Устечко та Шутроминці, Дорогичівське лісництво, кв. 65, вид. 6, лісове урочище «Нирків».
Площа — 1,1 га. Статус отриманий у 1976 році.
У 2010 р. увійшов до складу національного природного парку «Дністровський каньйон».